# Bodleian Library

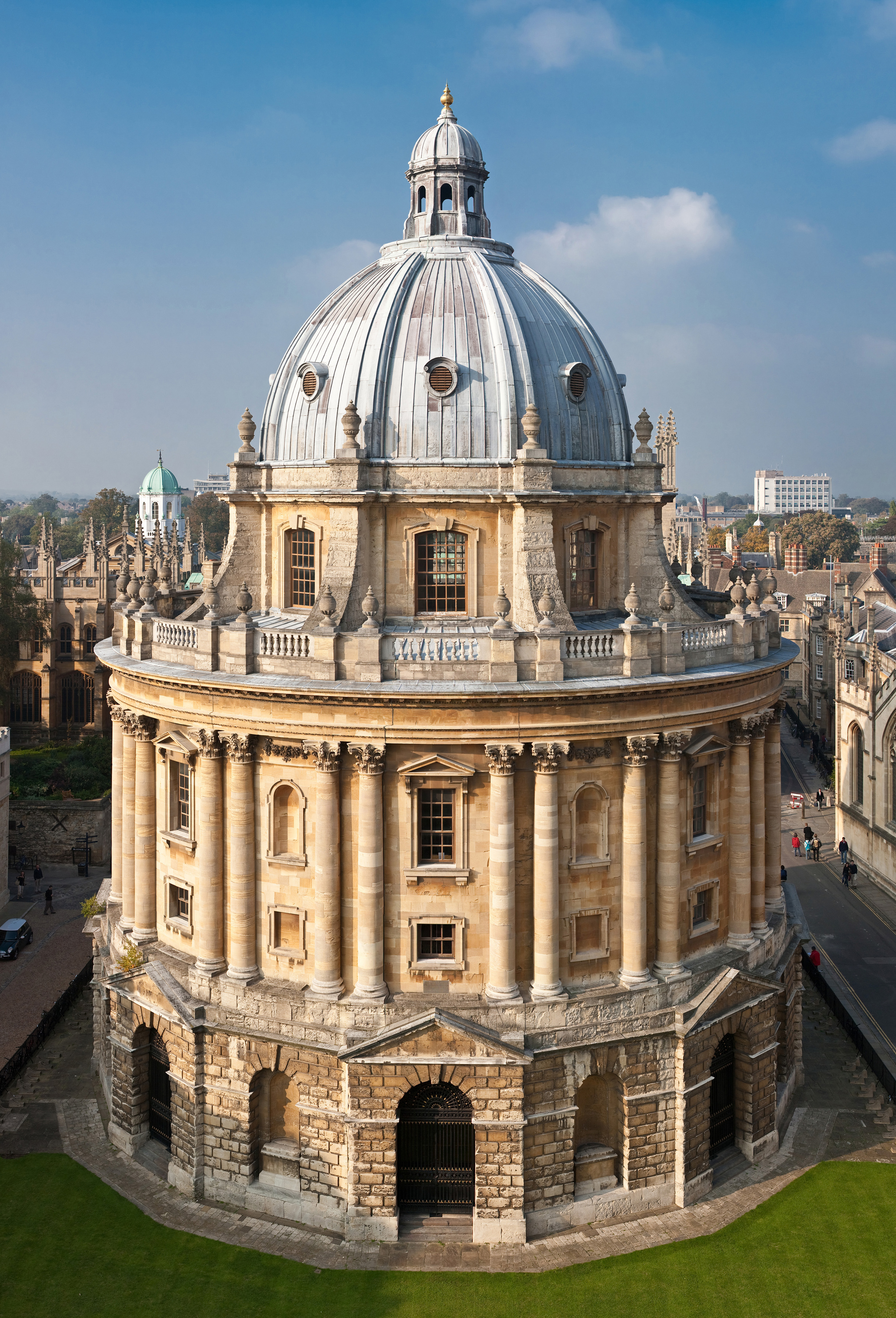
De Radcliffe Camera

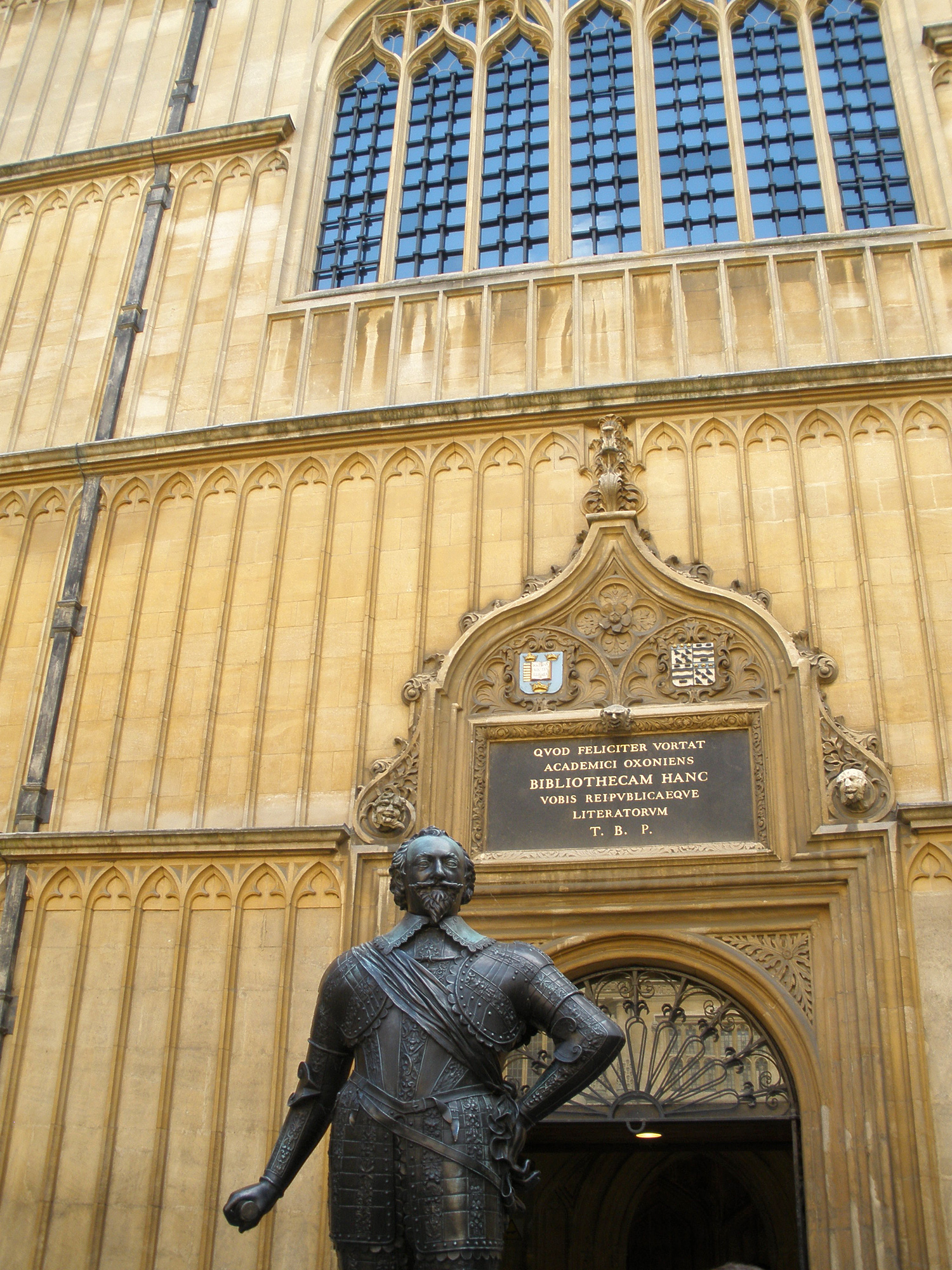
De Old Library

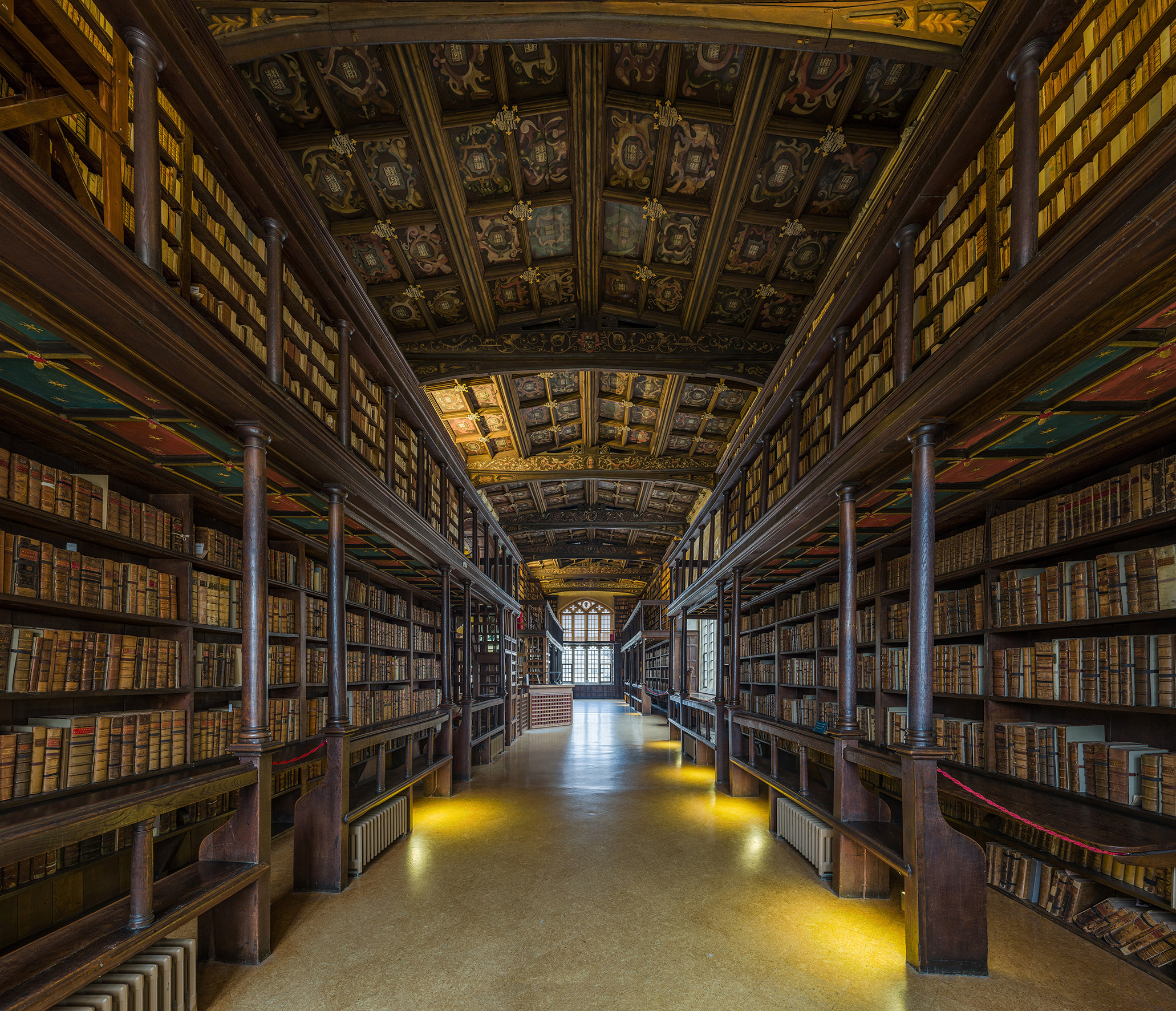
Duke Humfrey's Library

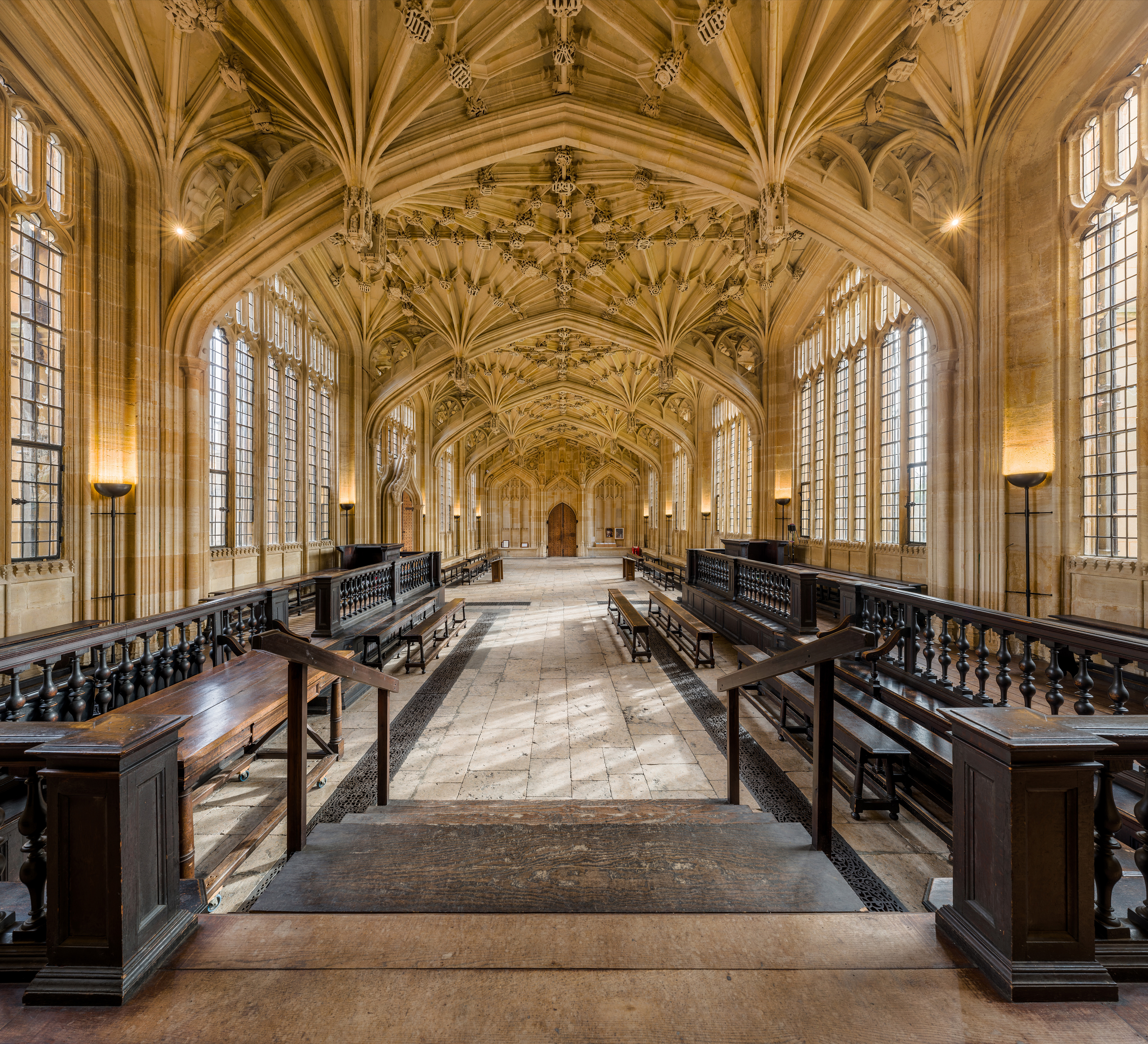
Divinity School

De Bodleian Library is de voornaamste onderzoeksbibliotheek verbonden aan de Universiteit van Oxford en een van de oudste bibliotheken ter wereld. In Engeland is het de op een na grootste bibliotheek, na de British Library. Onder studenten wordt de bibliotheek ook wel kortweg The Bod genoemd.
De Bodleian Library is een van de zes bibliotheken die depotplicht kennen voor alle werken gepubliceerd in het Verenigd Koninkrijk, met dien verstande dat een uitgever in elk geval verplicht is een exemplaar van ieder werk toe te sturen aan de British Library, en verplicht is, maar dan op verzoek, aan elk van de andere bibliotheken eveneens een exemplaar toe te sturen.
De Bodleian bestaat uit meerdere deelbibliotheken. De Old Library bevat onder andere de Duke Humfrey's Library. Andere onderdelen zijn de Radcliffe Camera, Weston Library en Clarendon Building. De bibliotheek vormt, samen met 27 andere bibliotheken in Oxford, de Bodleian Libraries.
De Divinity School, verbonden aan de Old Library, is gebouwd tussen 1427 en 1483 en is daarmee de oudste ruimte van de universiteit.

## Geschiedenis
De bibliotheek kent een lange geschiedenis. Het eerste instituut in Oxford dateert uit de veertiende eeuw en werd gesticht door Thomas Cobham, bisschop van Worcester. De kleine verzameling boeken groeide gestaag, en er moest naar een nieuw onderkomen worden uitgezien toen de bibliotheek tussen 1435 en 1437 een grote collectie manuscripten ontving van Humphrey van Gloucester, de broer van Hendrik V.
Aan het eind van de 16e eeuw raakte de bibliotheek in verval. Veel meubilair werd verkocht en vele manuscripten verdwenen uit het bestand. Aan het begin van de 17e eeuw echter kreeg de bibliotheek een stevige nieuwe impuls door de bemoeienissen van Thomas Bodley, die de vicekanselier van de universiteit aanbood het instituut nieuw leven in te blazen en daar fondsen voor beschikbaar wilde stellen. Ook schonk hij een deel van zijn eigen verzameling boeken. De bibliotheek werd op 8 november 1602 officieel heropend en droeg vervolgens de naam van Thomas Bodley. Tegenwoordig bevat de Bodleian Library ongeveer 12 miljoen gedrukte werken.

## Bibliotheekbezit
Enkele beroemde werken in het bezit van de bibliotheek zijn:
- William Shakespeares First Folio
- de brieven van Percy Bysshe Shelley
- een Gutenbergbijbel
- Chanson de Roland
- Het manuscript met Hebban olla vogala, de oudste Nederlandse zin
- de Codex Bodley
- de Codex Ebner
- het Junius-manuscript
- de Codex Laud
- de Codex Laudianus
- de Codex Mendoza
- het Bujangga Manik-manuscript
- een kopie uit 1436 van de Notitia dignitatum
- vier exemplaren van de Magna Carta
- de dagboeken van James Woodforde
- een gedeelte van de Paston Letters
- de Codex Tischendorfianus III
- de Codex Tischendorfianus IV
- miniaturen van Jehan de Grise en Pierart dou Tielt
- de Vernon Manuscript (Oxford, Bodleian Library, MS Eng. poet.a.1)[2]
- de Mary Somerville Collection (beheerd door Somerville College)
- Georgische Manuscripten met de Wardrop Collection, de verzamelde werken van Oliver en Marjory Wardrop.

## Trivia
De Bodleian Library werd gebruikt als filmlocatie voor onder andere de Harry Potter films (de Divinity School als ziekenhuis en de Duke Humfrey's Library als bibliotheek van Hogwarts), The New World, The Madness of King George, Lewis en Endeavour.

## Publicaties
- Claire Cock-Starkey & Cock-Starkey & Violet Moller, Bodleianalia. Curious facts about Britain's oldest university library, Oxford, Bodleian Library, 2016. ISBN 9781851242528
- Mary Clapinson, A brief history of the Bodleian Library, Oxford, Bodleian Library, 2015. ISBN 978-1-85124-273-3
- W.N. du Rieu, De geschiedenis der Bodleiaansche bibliotheek te Oxford, Leiden, 1869